# Musée national d'art moderne et contemporain de Tunis
Le musée national d'art moderne et contemporain de Tunis (arabe : المتحف الوطني للفن الحديث والمعاصر) est un musée tunisien situé dans la ville de Tunis.
Le musée occupe l'espace inférieur de la Cité de la culture à Tunis sur une superficie de 5 000 m2. Il œuvre à la valorisation des œuvres de la collection nationale des arts plastiques et à l'organisation des expositions nationales et internationales.
Il est créé par le décret no 2018-381 du 23 avril 2018. Rabâa Jedidi, sa première directrice, est limogée le 21 juin 2022.